# 3051 Nantong
3051 Nantong (1974 YP) là một tiểu hành tinh vành đai chính được phát hiện ngày 19 tháng 12 năm 1974 ở Đài thiên văn Tử Kim Sơn thành phố Nam Kinh.
Nó được đặt tên theo thành phố Nam Đồng.